# Zabójstwo z miłości

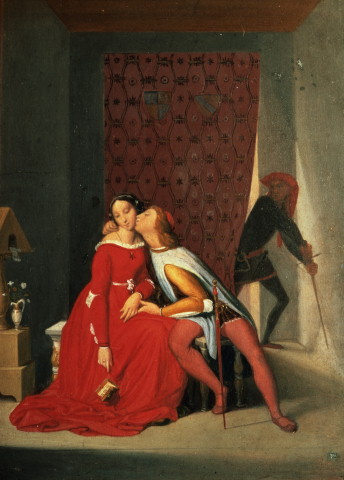
Obraz Ingres’a pt. Giovanni odkrywa romans Franceski z Paolo. Olej na płótnie, 1819. Obecnie w muzeum Musée des Beaux-Arts d’Angersuwaga1.

Zabójstwo z miłości (morderstwo w ogniu namiętności, zabójstwo pod wpływem namiętności miłosnych, zbrodnia z miłości, zbrodnia na tle miłości) – zabójstwo, w którym ofiarę i zabójcę łączyła wzajemna relacja oparta w jakiś sposób na seksie lub uczuciu miłości, dokonane w stanie ekstremalnego pobudzenia emocjonalnego (silnego afektu), np. mężczyzna porzucony przez kobietę, z którą był silnie związany uczuciowo, zabija ją; albo żona zabija męża-alkoholika z powodu wieloletniej krzywdy, której doznała od niego – najbliższej osoby.
Jest to określenie psychologiczne, a nie prawnicze. Nie występuje aktualnie w prawie żadnym kodeksie karnym, ani nie zostało oficjalnie uznane przez prawo, ale bywa używane w potocznym języku (również polskim) oraz w żargonie prawniczym. Jedynie we Francji stanowi rodzaj przyjętej, ustalonej formy. Terminem posługują się też czasami obrońcy sprawcy zabójstwa w Stanach Zjednoczonych.
Mężczyźni są sprawcami zabójstw z miłości znacznie częściej niż kobiety. Obie płcie dokonują zabójstw z miłości z odmiennych powodów. Mężczyźni zabijają z miłości głównie z powodu uczucia zazdrości o partnerkę lub oziębienia wzajemnych stosunków. Dla kobiet głównym motywem popychającym je do zabicia partnera jest nienawiść, kłótnie oraz przemoc i tyrania z jego strony.
Klasyczny przykład zabójstwa z miłości ma miejsce, gdy mąż niespodziewanie wraca z pracy wcześniej, ostrożnie otwiera drzwi, aby zrobić żonie niespodziankę, zastaje ją w łóżku ze swoim najlepszym przyjacielem, wpada w szał zazdrości i zabija ich oboje kuchennym nożem.
Okoliczności dokonania zabójstwa z miłości mogą mieć łagodzący wpływ na wymiar kary dla sprawcy, ale nie usprawiedliwiają popełnienia przez niego tej zbrodni.
Motyw zabójstwa z miłości można spotkać w malarstwie, literaturze i muzyce.
Zabójstwa z miłości nie należy mylić z zabójstwem honorowym.

## Pochodzenie określenia
Pierwotnie termin zabójstwa z miłości (po francusku le crime passionnel) pojawił się i był stosowany w policji francuskiej, albowiem w XIX wieku we Francji, pod wpływem idei romantyzmu, zabójstwa wywołane miłością były przedmiotem intensywnego zainteresowania społecznego. Na rozprawach sądowych odbywających się w Paryżu, podczas rozpatrywania zabójstw z miłości zasiadał Aleksander Dumas, którego zadaniem była „ochrona praw miłości”.

## Rys historyczny
Status zabójstwa z miłości w kodeksie karnym Francji zmieniał się na przestrzeni wieków, odzwierciedlając podejście społeczne do tego fenomenu. Również współcześnie ten typ zabójstwa traktowany jest z pewną dozą wyrozumiałości i stanowi odrębną jednostkę, pomimo że do tej pory nie opracowano oficjalnej definicji zabójstwa z miłości, która byłaby stosowana w sądownictwie francuskim.
Artykuł prawny numer 324 z 1810 roku udzielał uniewinnienia mężowi, który zabił żonę przyłapaną na cudzołóstwie, również w przypadku, gdy zabił nie tylko żonę, ale także jej kochanka.
W 1832 roku zreformowano koncept zabójstwa z miłości we francuskim kodeksie karnym, wprowadzając pojęcie okoliczności łagodzących. W ten sposób próbowano zachęcić sędziów do potępiania zabójców z miłości, zamiast ich uniewinniania, jednak reforma nie przyniosła zamierzonego efektu, a stało się wręcz przeciwnie, tzn. sądy uniewinniały jeszcze więcej zabójców z miłości niż przed reformą. Łagodne spojrzenie sądu na zabójców z miłości było podyktowane romantycznym podejściem do zabójstwa z miłości i uczuciem litości dla zabójcy.
W 1908 przypadki uniewinniania zabójców z miłości były tak częste, że prawie stały się regułą. Wygadanym adwokatom łatwo było przekonać członków ławy przysięgłych, którymi byli prości ludzie o zawężonych horyzontach umysłowych i bez wykształcenia, że zabójca nie zdawał sobie sprawy z tego co robił, kierując się ślepą zemstą odebrał życie najukochańszej osobie, a później próbował z żalu popełnić samobójstwo.
Na początku XX wieku zaostrzono podejście do sprawców zabójstw z miłości we Francji i we Włoszech, wychodząc z założenia, że zabójstwo dokonane z miłości nie powinno prowadzić do automatycznego zwolnienia z odpowiedzialności karnej ani do automatycznego zmniejszenia kary. Takie podejście nie spotkało się jednak z ogólną akceptacją i w dalszym ciągu dochodziło do redukowania odpowiedzialności za czyn.
W okresie między zakończeniem I wojny światowej a 1958 rokiem we Francji rzadziej dochodziło do uniewinniania sprawców zabójstw z miłości, a orzekane kary były bardziej surowe. Na tę zmianę miało wpływ kilka faktów: profesjonalizacja wyroków sądowych poprzez zredukowanie liczby członków ławy przysięgłych z 12 do 7 osób i ustalanie wysokości kary dla zabójcy wspólnie z 3 sędziami, dopuszczenie kobiet w skład ławy przysięgłych (od 1945), wpływ okrucieństw II wojny światowej i okupacji na mentalność oraz wzrost świadomości dotyczącej unikalności życia ludzkiego i nieodwracalności śmierci.
W następnych latach doszło do ponownego złagodzenia spojrzenia na sprawców zabójstw z miłości. Wyniki badań opinii publicznej z 1971 i 1992 roku wykazały, że według przeważającej większości Francuzów zabójstwo z miłości, w przeciwieństwie do innych typów zabójstw, nie powinno być karane karą śmierci. Decyzja o wysokości kary w przypadku zabójstwa jest obecnie podejmowana przez 3 sędziów i 9 członków ławy przysięgłych – laików (dwóch dodatkowych członków zostało dodanych po reformie z 1941), którzy podczas narady decydują czy i jaką rolę namiętność odegrała podczas zabójstwa, z reguły wykazując wyrozumiałość w przypadku zabójstwa z miłości dokonanego bez premedytacji.
W przeszłości możliwość uniewinnienia zabójcy z miłości istniała nie tylko w sądownictwie francuskim. Taką możliwość dopuszczało ustawodawstwo prawne w Belgii, Rumunii, Włoszech, Hiszpanii, Meksyku i na Kubie. W początkach XX wieku osobno rozpatrywano zabójstwo z miłości w kodeksie karnym w Polsce (kodeks obowiązujący w 1932), Grecji, Bułgarii, Danii, Urugwaju i Kolumbii, aczkolwiek odnoszono się do zabójstwa z miłości w mniej liberalny sposób niż we Francji czy Brazylii. W Brazylii w latach 1910–1940 zabójstwa z miłości stanowiły istotny problem społeczny. Szeroko zakrojona kampania społeczna, której celem było zmniejszenie tolerancji dla zabójców z miłości, doprowadziła w 1940 roku do zmian w kodeksie karnym – namiętność i emocje już dłużej nie zwalniały od poniesienia odpowiedzialności karnej za dokonanie zabójstwa.
Współczesna psychologia kryminalna odrzuciła tradycyjną, romantyczną koncepcję zabójstwa z miłości, gdyż często jest ono dokonywane z premedytacją, a motywy wynikają z żądzy, egoizmu, zawiści, chęci zemsty, zazdrości, nienawiści czy lęku, zabójca dobrze wie, co robi lub jest osobą nienormalną, chorą psychicznie lub chwiejną emocjonalnie.

## W świetle prawa amerykańskiego
Termin zabójstwa z miłości obejmuje te przypadki zabójstw, w których przestępstwo nie zostało dokonane z premedytacją ani nie zostało wcześniej zaplanowane, do jego popełnienia doszło w stanie ekstremalnego pobudzenia emocjonalnego, a ofiara zabójstwa była z reguły blisko związana z zabójcą.
Terminem posługują się czasami obrońcy w Stanach Zjednoczonych, albowiem zabójstwo jest odbierane w bardziej współczujący sposób przez członków ławy przysięgłych, gdy chodzi o zabójstwo z miłości.
Jeżeli obrońcy uda się podczas rozprawy udowodnić, że oskarżony działał natychmiast po sprowokowaniu go, nie miał czasu na ochłonięcie z emocji i działał bez premedytacji, to jego czyn może zostać uznany za celowe pozbawienie życia innego człowieka, ale bez sposobności na uprzednie przemyślenie swojego czynu przed podjęciem ostatecznej decyzji, tym samym oskarżony może uniknąć kary śmierci lub może zostać orzeczona niższa kara więzienia.
Inna, legalna forma obrony może opierać się na dowiedzeniu, że do zabójstwa doszło, gdy umysłowo zdrowy sprawca znajdował się w stanie dysocjacji, tzn. zaburzenia czterech zwykle zintegrowanych ze sobą funkcji: świadomości, pamięci, tożsamości i postrzegania środowiska, z których jedna funkcja lub więcej mogą oddzielić się od siebie, np. sprawca nie przypomina sobie popełnienia zabójstwa. W tym celu wykorzystywana jest opinia biegłych psychiatrów. Sprawca może nawet zostać uniewinniony, jeżeli obrona dowiedzie, że był zdrowy psychicznie, a zabójstwa dokonał, będąc w stanie dysocjacji wywołanej emocjami, aczkolwiek przypadki dokonania zabójstwa w stanie dysocjacji przez zdrowych psychicznie sprawców, bez jakichkolwiek uprzednich problemów psychicznych, są rzadko spotykane. Z reguły zabójca, nawet jeżeli nie popełnił wcześniej czynu karalnego, to przewlekle nadużywał alkoholu, stosował narkotyki, cierpiał z powodu psychicznych problemów zdrowotnych (często depresji, rzadko schizofrenii) lub doznał urazu w dzieciństwie.
Dokonanie zabójstwa małżonka ze względu na niewierność seksualną (cudzołóstwo) również wpływa na złagodzenie kary dla sprawcy, podobnie jak nagłe i osobiste przyłapanie na gorącym uczynku swojego partnera podczas aktu seksualnego z inną osobą (flagrante delicto). Gdy w grę wchodzi niewierność nieseksualna, to zabójstwo z miłości podlega regułom takim, jak w przypadku morderstwa i ewentualne złagodzenie kary pozostaje w gestii ławy przysięgłych.
W przypadku zabójstw z miłości rolę może też odgrywać tzw. prowokacja wiktymologiczna, czyli „zachęcanie” sprawcy do działania przez ofiarę. Prowokacja może obejmować zachowanie lub słowa, które wzniecają złość lub szał, lub które zaciemniają ocenę sytuacji albo zdolność rozumowania, prowadząc do utraty kontroli nad własnymi emocjami i samokontroli. Uznawane przez sąd przykłady sprowokowania sprawcy przez późniejszą ofiarę zabójstwa obejmują: nagły atak na sprawcę, zadanie mu obrażeń cielesnych, napaść na członka jego rodziny, poinformowanie go o utrzymywaniu stosunków seksualnych z jego mężem lub żoną. Jeżeli prowokacja zostanie dowiedziona, to może zostać uznana przez sędziów za okoliczność łagodzącą i skutkować skróceniem kary więzienia.
Obrona może także wykorzystać negatywną reputację ofiary, szczególnie, gdy w grę wchodziło wcześniejsze agresywne zachowanie, aby potwierdzić linię obrony polegającą na dowiedzeniu działania w samoobronie albo potwierdzić linię obrony polegającą na udowodnieniu, że tuż przed zabójstwem doszło do sprowokowania sprawcy przez ofiarę.
Termin zabójstwo z miłości (j. ang. crime of passion) występuje jako osobna jednostka w amerykańskich słownikach terminów prawnych i ma nieco inne znaczenie niż termin heat of passion, które określa zbrodnię dokonaną przez osobę znajdującą się w stanie niekontrolowanego wybuchu wściekłości, wskazuje, że do zabójstwa doszło podczas nagłej kłótni lub ekstremalnego pobudzenia emocjonalnego poprzedzonego uzasadnioną prowokacją.
Kodeksy karne w większości stanów amerykańskich posługują się terminem (in the) heat of passion. Koncepcja heat of passion jest wykorzystywana przez obronę sprawcy zabójstwa. Pojawia się także w definicji manslaughter, zaproponowanej przez  American Law Institute w 1980 roku, czyli jakiegokolwiek celowego zabójstwa dokonanego w stanie ekstremalnego zaburzenia emocjonalnego lub umysłowego, dla którego istnieje adekwatna przyczyna lub wytłumaczenie. Tak sformułowana definicja została przyjęta w 11 stanach USA.

## W Polsce
Określenie zabójstwo z miłości nie występuje w polskim kodeksie karnym, ani nie zostało oficjalnie uznane przez prawo.
W Polsce w przypadku zabójstwa z miłości obrona sprawcy stara się o uzyskanie zmiany kwalifikacji prawnej czynu z morderstwa na zabójstwo w afekcie, aby uzyskać łagodniejszy wymiar kary pozbawienia wolności. Zabójstwo z miłości jest więc traktowane w sytuacji wyjściowej jako morderstwo, lecz jednocześnie, jeżeli pozwalają na to okoliczności, w których doszło do zabójstwa, to może być potraktowane łagodniejszy sposób, sposób na który zasługuje.
Kodeks Karny Makarewicza z 1932 roku nie wymieniał z nazwy zabójstwa z miłości, ale przewidywał złagodzenie kary w dwóch przypadkach:

Wypadki nagłego afektu oczywiście tem bardziej należeć tu będą, ale należeć będzie także afekt będący wynikową długiego psychicznego przygotowania; żona cierpiąca od lat skutkiem alkoholizmu męża przepijającego zarobek, brutalnego pod wpływem alkoholu, od długiego czasu walczy z sobą, pod wpływem ostatniej awantury chwyta za rewolwer dawno nabity; mąż zdradzany systematycznie a ulegający przywiązaniu zmysłowemu, cierpiący przez długie lata, zdobywa się na akt energicznego wystąpienia przeciw żonie i ostatniemu kochankowi, zdobywa się na akt, który obmyślił oddawna, choć wykonanie go odkładał. We wszystkich tych wypadkach sprawca działa pod wpływem „silnego wzruszenia”. O ileby „silne wzruszenie” wkraczało w obręb art. 18 § 1 – możliwe nadzwyczajne złagodzenie kary z art. 59.

## Charakterystyka
W szerokim ujęciu zabójstwo z miłości dotyczy tych przypadków zabójstw, gdy w grę wchodzą małżonkowie, partnerzy, osoby mieszkające razem, wspólnie ze sobą chodzące lub osoby będące ze sobą w tête-à-tête związku. Najczęściej chodzi o aktualnych małżonków lub byłych intymnych partnerów. Inne, rzadsze przypadki obejmują sytuacje, gdy mężczyzna zabija kobietę, która odrzuciła jego zaloty, mąż zabija żonę, dzieci i ewentualnie samego siebie po tym, jak żona oznajmiła mu, że chce się rozwieść, mąż zabija kochanka żony (swojego rywala) itp. sytuacje.
Aczkolwiek tylko w nielicznych przypadkach separacja prowadzi do zabójstwa z miłości, to wiele przypadków zabójstw z miłości ma miejsce właśnie, gdy dochodzi do rozkładu wspólnego, często wieloletniego i stabilnego pożycia, kiedy kobieta oznajmia mężczyźnie, że od niego odchodzi. Porzucony partner nie dokonuje zabójstwa natychmiast po poinformowaniu go o zerwaniu, ale dopiero po upływie tygodni, a nawet miesięcy; w terminologi kryminalistycznej jest to tzw. okres poprzedzający dokonanie przestępstwa. Dokładna data i czas zabójstwa z miłości są najczęściej nieprzewidywalne. Do napadu agresji i dokonania zabójstwa często prowadzi trywialny, błahy bodziec, np. odzywka słowna czy po raz kolejny odmówienie fizycznej bliskości porzuconemu partnerowi.
Zabójstwo z miłości jest dokonywane pod wpływem niezwykle silnych emocji – pasji i gniewu – przez głęboko nieszczęśliwych zwykłych ludzi, kiedy emocje zwyciężają nad zdrowym rozsądkiem, ludzi którzy w innych okolicznościach nie dopuściliby się przekroczenia granicy prawa. Do pojawienia się tych emocji może prowadzić zdrada, niewierność, złamane serce, urażona duma, utrata dziewictwa, zazdrość, zawiść itd. Zabójstwo z miłości jest natomiast genderowo neutralne.
Havelock Ellis uważał, że zabójstwa z miłości były odpowiedzią na jakieś „wielkie, niezasłużone zło”, oraz że często odzwierciedlały szlachetną i wzniosłą wrażliwość, będąc dalekie od bycia jedynie wytworem bezprawia i cech antyspołecznych jednostki.
Wśród czynników, które wpływają na dokonanie zabójstwa z miłości, a mogą oddziaływać w ciągu kolejnych generacji, można wymienić: wychowywanie w rodzinie dysfunkcjonalnej lub rodzinie, w której dochodziło do związków kazirodczych, niewłaściwe wychowanie dziecka (porzucenie, separacja, brak lub utrata rodzica, surowy i oparty na przemocy fizycznej model wychowania, domowa tyrania, prześladowanie i kontrolowanie członków rodziny, zakaz kontaktów społecznych i autonomicznego postępowania, zaburzone związki pomiędzy płciami w rodzinie, archaiczne podejście do roli ojca w rodzinie i archaiczne traktowanie małżeństwa jako nierozerwalnego bytu).
Biegli psychiatrzy i psycholodzy sądowi, zajmujący się oceną pacjentów chorych psychicznie, których zachowanie doprowadziło w przeszłości lub może doprowadzić w przyszłości do przestępstwa, zwracają uwagę na fakt, że patologiczne formy miłości, chorobliwa zazdrość lub patologiczne dążenie do tego, by sprawiedliwości stało się zadość, mogą stać się przyczyną dokonania zabójstwa z miłości, gdyż predysponują do agresywnego i antyspołecznego zachowania.

## Różnice między mężczyznami i kobietami
Mężczyźni znacznie częściej niż kobiety są sprawcami zabójstw z miłości. Analiza 337 zabójstw z miłości wykazała, że w 78% przypadków sprawcami byli mężczyźni, a w 22% przypadków sprawcami były kobiety. Ten stosunek jest historycznie dość stabilny, tzn. wyniki aktualnie przeprowadzonych badań pokrywają się z wynikami badań, które przeprowadzono w przeszłości.
Próba wytłumaczenia tego faktu opiera się na stwierdzeniu, że podczas procesu socjalizacji mężczyźni uczeni są unikania zwierzania się ze swoich intymnych problemów i emocji swoim męskim przyjaciołom, w rezultacie tego partnerka czy żona stanowi dla mężczyzny jedyną, socjalnie akceptowaną osobę, z którą może podzielić się swoimi rozterkami, przed którą może otworzyć swoje wnętrze. Większość ankietowanych żonatych mężczyzn twierdzi, że żona jest dla nich jednocześnie ich najlepszym przyjacielem, podczas gdy kobiety z reguły mają przyjaciółkę tej samej płci, która spełnia tę rolę w ich życiu – może pocieszyć i udzielić wsparcia w trudnych sytuacjach. Strata dziewczyny czy żony, zakończenie romantycznego związku, w który mężczyzna zainwestował wszystkie swoje emocje, oznacza dla mężczyzny olbrzymie emocjonalne cierpienie. Istnieją badania potwierdzające, że mężczyzna będący w romantycznym związku jest bardziej podatny na emocjonalne zranienie niż kobieta. Podczas rozmowy na temat ewentualnego zerwania u mężczyzn dochodzi do większego przyspieszenia pulsu i do większego wzrostu ciśnienia krwi niż u kobiet postawionych w tej samej sytuacji. Już same myśli o rozstaniu są dla mężczyzn nieprzyjemne i wyczerpujące fizycznie. Zakończenie związku oznacza dla mężczyzny trudny emocjonalnie okres, któremu towarzyszą nieustanne przemyślenia na temat obiektu miłości, depresja, uczucie złości i zazdrości. Odrzucony lub zdradzony mężczyzna, znacznie częściej niż odrzucona lub zdradzona kobieta, posuwa się do prześladowania, a nawet do wyrządzenia fizycznej krzywdy czy zabicia z miłości.
Mężczyźni, dokonując zabójstwa z miłości, zabijają jednorazowo więcej osób, poza kobietą, także osoby z nią w jakiś sposób powiązane, np. jej lub wspólne dzieci, członków jej dalszej rodziny, rywala czy członków rodziny rywala, np. młody mężczyzna odrzucony przez kobietę, którą planował poślubić, zabija nie tylko ją, ale także jej rodziców, dziadków i rodzeństwo, z którymi mieszkała pod jednym dachem, gdyż w jego mniemaniu byli oni w jakiś sposób odpowiedzialni za rozpad jego związku.
Po dokonaniu zabójstwa z miłości 19% mężczyzn natychmiast popełniło samobójstwo, przy czym połowa z nich miała miejsce w przypadkach dokonania zabójstwa zbiorowego. W przypadku kobiet wskaźnik samobójstw po dokonaniu zabójstwa z miłości jest znacznie niższy i jeżeli już, to dochodzi do tego aktu znacznie później, np. już podczas odbywania kary w więzieniu.
Kobiety są bardziej narażone na bycie zamordowaną zaraz po opuszczeniu partnera. Fakt ten bywa tłumaczony jako desperacka próba potwierdzenia przez mężczyznę prawa do własności i kontroli nad seksualnością i zdolnościami reprodukcyjnymi kobiety będącej jego partnerką. Gdy mężczyzna zabija kobietę (j. ang. femicide) w grę może wchodzić też mizoginia i seksizm.
Kobiety najczęściej (40 do 55% przypadków) dopuszczają się zabicia swojego intymnego partnera, gdy w ich relacji dochodzi do powtarzających się aktów przemocy ze strony mężczyzny, eskalujących od słownych obelg i manifestacji siły aż do użycia siły fizycznej (bicia). Po każdorazowym fizycznym znęcaniu się ma miejsce wyrażenie skruchy i obietnica poprawy, po czym następuje okres pojednania, który z biegiem czasu staje się coraz krótszy, podczas gdy akty użycia siły stają się coraz gwałtowniejsze. Po pewnym czasie, po kolejnym akcie brutalnej przemocy maltretowana kobieta może podjąć ostateczną decyzję i zabić swojego partnera, np. gdy on śpi. Badaczki feministyczne uważają, że kobieta zabija maltretującego ją partnera w akcie samoobrony. Korzystna sytuacja ekonomiczna kobiety, możliwość schronienia w domu opieki dla kobiet maltretowanych i równe prawa dla obu płci przyczyniają się do zmniejszenia liczby zabójstw kobiet przez mężczyzn, a także zmniejsza się ryzyko dokonania zabójstwa przez kobietę na jej intymnym partnerze, natomiast nie maleje ryzyko zabicia kobiety przez agresywnego partnera.

## Motywy
Uogólniając, można powiedzieć, że mężczyźni dokonują zabójstwa z miłości z innych powodów niż kobiety, pomimo że zarówno kobiety jak i mężczyźni traktują miłość jako połączenie z partnerem i posiadanie go na swoją wyłączność.
Paradoksalnie dla mężczyzn jest to sposób „zatrzymania przy sobie” kobiety, podczas gdy kobiety zabijają z miłości, aby pozbyć się partnera.
Mężczyźni dokonują zabójstwa z miłości głównie z powodu uczucia zazdrości o partnerkę. Zarówno, gdy doszło do aktu niewierności, jak również w przypadku wyimaginowanego obrazu niewierności. Drugim głównym, równie częstym motywem jest oziębienie stosunków (mające miejsce, zbliżające się lub obawa przed nim). Natomiast rzadziej powodem do zabicia partnerki są dla mężczyzny: nienawiść, kłótnie, przemoc i tyrania z jej strony, obrona swoich praw w przypadku walki o prawa majątkowe i rodzicielskie podczas rozwodu czy poczucie niższości.
Dla kobiet głównym motywem popychającym je do zabicia partnera jest nienawiść do niego, kłótnie, przemoc i tyrania z jego strony. Rzadziej powodem dla kobiet jest zazdrość o partnera, który dopuścił się zdrady czy zabicie go w celu usunięcia przeszkody na drodze do osiągnięcia własnych celów.
Według teoretyków ewolucyjnych różnice w podejściu do seksualności u kobiet i mężczyzn wynikają z faktu, że „komórki jajowe są drogie, a sperma jest tania” oraz z niepewności mężczyzny co do ojcostwa swoich dzieci. W związku z tym (hipotetycznie) u mężczyzn rozwinął się silny instynkt kontrolowania swojej partnerki kopulacyjnej i jej seksualności, aby uzyskać pewność co do ojcostwa potomków, a konsekwencją tego stała się potrzeba dominacji nad nią i uczucie męskiej agresywności.
Ze względu na różnice w kosztach ponoszonych podczas reprodukcji kobiety zwracały uwagę nie tylko na fizyczną atrakcyjność (stan zdrowia) przyszłego partnera, ale także na jego chęci i możliwości zapewnienia jej i ewentualnemu potomstwu pożywienia i bezpieczeństwa, zwiększając tym samym możliwość przetrwania.

## W sztuce

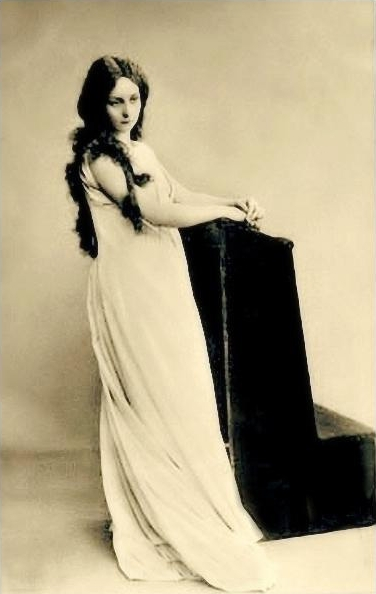
Aktorka w roli Desdemony

Tadeusz Boy-Żeleński nazywał le crime passionnel zabójstwami dokonanymi pod wpływem namiętności miłosnych.
Tragedią rozgrywającą się podczas zabójstwa z miłości zostały zainspirowane utwory literackie, sztuki teatralne, obrazy malarskie, opery i symfonie. W Boskiej komedii Dantego Alighieri Giovanni odkrył romans swojej żony Franceski ze swoim młodszym bratem Paolo, po czym zabił obydwoje cudzołożących kochanków. Postać Franceski z opowiadania Dantego była tematem wielu sztuk teatralnych wystawianych w XIX wieku w Europie oraz w Ameryce, zaś w XX wieku stała się tematem filmów. Pierwszy film oparty na historii romansu Franceski pt. Francesca da Rimini and the Two Brothers powstał w 1907 roku. Francuski malarz Ingres wykonał kilka wersji obrazu poświęconego legendarnym kochankom Dantego. U Szekspira Otello zabił swoją żonę Desdemonę ze względu na rzekome cudzołóstwo, po czym popełnił samobójstwo z żalu i dręczących go wyrzutów sumienia, gdy uświadomił sobie, że padł ofiarą intrygi wierząc w jej niewierność. W operze Bizeta Carmen odrzucony Don José przebił ją sztyletem, jednocześnie wyznając jej swoją miłość. Oscar Wilde po wyjściu z więzienia napisał poemat zatytułowany The Ballad of Reading Gaol, poświęcony współwięźniowi Charlesowi Thomasowi Wooldridge'owi (inicjały C.T.W.), powieszonemu 6 lipca 1896 roku za zamordowanie swojej żony. Z tego poematu, którego meritum stanowią rozważania nad chrześcijańskim miłosierdziem w odniesieniu do zbrodni i kary, pochodzi fraza: Yet each man kills the thing he loves. Motyw zabójstwa z miłości pojawił się także w piosenkach popowych, np. piosence „Delilah” Toma Jonesa oraz w piosenkach Nicka Cave’a z albumu Murder Ballads.
Ofiarą zabójstwa z miłości była tajna agentka z czasów drugiej wojny światowej Krystyna Skarbek, która stała się dla Iana Fleminga pierwowzorem postaci dwóch dziewczyn Jamesa Bonda (Vesper Lynd i Tatiany Romanowej). W nocy 15 czerwca 1952 roku w londyńskim hotelu Shelbourne Krystyna Skarbek została zasztyletowana na śmierć ciosami w klatkę piersiową przez Dennisa Muldowneya, którego zaloty uprzednio kilka razy odrzuciła. Jej zabójca przyznał się do winy i odmówił wszelkiej obrony podczas procesu. W liście do rodziny porównał związek z Krystyną Skarbek do relacji Kleopatry z Markiem Antoniuszem. Został skazany na śmierć i powieszony 30 września tego samego roku w więzieniu Pentonville. W drodze na szubienicę miał powiedzieć: To kill is the final possession.
Zabójstwo z miłości jest nietypowym zabójstwem, gdyż związane jest z love story – historią miłosną, która kończy się tragicznie, prowadząc do śmierci jednego z kochanków.

## Materiały filmowe
- Deadly Affairs – seria filmów dokumentalnych wyświetlanych na kanale Investigation Discovery, opowiadających prawdziwe historie miłosne, które zakończyły się zabójstwem
- Scorned: Love Kills – seria filmów dokumentalnych wyświetlanych na kanale Investigation Discovery, opowiadających prawdziwe historie miłosne, które zakończyły się fatalnie